# Porania
Porania is een geslacht van zeesterren, en het typegeslacht van de familie Poraniidae.

## Soorten
- Porania hermanni Madsen, 1959
- Porania pulvillus (O.F. Müller, 1776)
- Porania stormi Dons, 1936